# 天安サービスエリア
天安サービスエリア（チョナンサービスエリア）は忠清南道天安市の京釜高速道路上（釜山方向のみ）にあるサービスエリア。

## 道路
- 京釜高速道路

## 施設
- 食堂
- 現金自動引出機
- ガソリンスタンド
  - GSカルテックス製油（LPG充填所併設）
- 駐車場（大型35台、小型154台）

## 隣
木川IC - 天安SA - 玉山SA - 清州IC